# Ophisaurus
Ophisaurus is een geslacht van hagedissen die behoren tot de hazelwormen (Anguidae).

## Naam en indeling
De wetenschappelijke naam van de groep werd voor het eerst voorgesteld door François Marie Daudin in 1803. De wetenschappelijke geslachtsnaam Ophisaurus betekent vrij vertaald 'slanghagedis'; ophis = slang en saurus = hagedis.
Er zijn zes soorten, vroeger was het soortenaantal hoger. De soorten Dopasia wegneri en Dopasia buettikoferi werden tot 2013 ook tot het geslacht gerekend. Ophisaurus incomptus was lange tijd ingedeeld in het geslacht Anguis. De soort Hyalosaurus koellikeri ten slotte werd in 2008 in een eigen (monotypisch) geslacht geplaatst.

## Uiterlijke kenmerken
De lichaamslengte is variabel, de soort Ophisaurus compressus wordt tot 61 centimeter lang inclusief de staart terwijl de oostelijke glasslang (Ophisaurus ventralis) een lengte tot bijna 110 centimeter bereikt. De staart is meer dan twee keer zo lang als het lichaam.
Dit pootloze geslacht heeft beweeglijke oogleden en uitwendige gehooropeningen, verborgen onder een huidplooi. Aan de onderzijde van de flanken is een langwerpige huidplooi te zien, deze dient om het zwaar bepantserde en stijve lichaam wat te kunnen later uitzetten bij het eten van grotere prooien of tijdens de zwangerschap van vrouwtjes.

## Levenswijze
In de vroege ochtend en namiddag gaan deze trage dieren op jacht naar insecten, spinnen, slakken, kleine hagedissen en muizen. Wanneer ze in het nauw gedreven worden, zullen ze zich niet verdedigen door te bijten, maar door afscheiding van een kwalijk riekende vloeistof uit de cloaca. De meeste soorten kennen een sterke neiging tot caudale autotomie; als de staart wordt vastgepakt laat deze los en zal na enige tijd weer aangroeien. Dit komt door voorgevormde zwakke plekken in de staartwervels. Bij Ophisaurus attenuatus is dit vermogen goed ontwikkeld; als de hagedis bij het lichaam wordt vastgepakt laat de staart los, zelfs als deze niet wordt aangeraakt. Bij Ophisaurus compressus daarentegen ontbreken dergelijke zwakke wervels en de staart laat niet los bij aanraking. De vrouwtjes zetten eieren af op de bodem onder houtstronken en stenen.

## Verspreiding en habitat
De soorten komen voor in delen van Noord-Amerika en leven in de landen Mexico en de Verenigde Staten. In Mexico komen verschillende soorten voor in de staten San Luis Potosí, Tamaulipas en Veracruz. In de VS zijn soorten te vinden in de staten Alabama, Arkansas, Florida, Georgia, Illinois, Iowa, Kansas, Kentucky, Louisiana, Missouri, Mississippi, Nebraska, North Carolina, Oklahoma, South Carolina, Tennessee, Texas, Virginia en Wisconsin.
Door de internationale natuurbeschermingsorganisatie IUCN is aan alle soorten een beschermingsstatus toegewezen. Vier soorten hebben de status 'veilig' (Least Concern of LC), en één soort staat te boek als 'onzeker' (Data Deficient of DD). De soort Ophisaurus ceroni ten slotte wordt beschouwd als 'bedreigd' (Endangered of EN).

## Soorten
Het geslacht omvat de volgende soorten, met de auteur en het verspreidingsgebied.
| Naam                                        | Auteur              | Verspreidingsgebied |
| ------------------------------------------- | ------------------- | --- |
| Ophisaurus attenuatus                       | Baird in Cope, 1880 | Verenigde Staten (Alabama, Arkansas, Florida, Georgia, Illinois, Iowa, Kansas, Kentucky, Louisiana, Missouri, Mississippi, Nebraska, North Carolina, Oklahoma, South Carolina, Tennessee, Texas, Virginia, Wisconsin) |
| Ophisaurus ceroni                           | Holman, 1965        | Mexico (Veracruz) |
| Ophisaurus compressus                       | Cope, 1900          | Verenigde Staten (South Carolina, Georgia, Florida) |
| Ophisaurus incomptus                        | McConkey, 1955      | Mexico (San Luis Potosí, Tamaulipas, mogelijk in Veracruz) |
| Ophisaurus mimicus                          | Palmer, 1987        | Verenigde Staten (Florida, North Carolina, Georgia, Mississippi) |
| Oostelijke glasslang (Ophisaurus ventralis) | Linnaeus, 1766      | Verenigde Staten (Alabama, Florida, Georgia, Louisiana, Mississippi, North Carolina, Oklahoma, South Carolina, Virginia), geïntroduceerd op de Kaaimaneilanden.                                                       |